# Free Fall (phim 2013)
Free Fall (Tiếng Đức: Freier Fall) là một bộ phim chính kịch năm 2013 của Đức được đạo diễn bởi Stephan Lacant- cũng là người viết kịch bản cùng với Karsten Dahlem, có sự tham gia diễn xuất của Hanno Koffler, Max Riemelt và Katharina Schüttler. Bộ phim kể về câu chuyện của một sĩ quan cảnh sát tên là Marc Borgmann (Koffler), hiện sống cùng người bạn gái đang mang thai, Bettina Bischoff (Schüttler). Trong khi tham gia một khóa đào tạo, Borgmann gặp một người bạn đồng nghiệp, Kay Engel (Riemelt), và một mối tình lãng mạn nảy nở giữa hai người đàn ông. Borgmann bị giằng xé giữa tình yêu của mình với Bettina và những cảm xúc mới cho một người đàn ông khác. Khi Engel biến mất được một thời gian, Borgmann mới nhận ra cuộc sống của mình đang nhanh chóng đi vào trạng thái "rơi tự do", khi anh không thể đáp ứng được những kì vọng từ người thân.
Quá trình quay phim bắt đầu ở Ludwigsburg, Đức vào mùa hè năm 2012. Freier Fall đã được so sánh với Brokeback Mountain và nhận được những đánh giá tốt sau khi công chiếu tại Liên hoan phim Berlin ngày 8 tháng 2 năm 2013, và tại Liên hoan phim Frameline ở Hoa Kỳ ngày 21 tháng 6 năm 2013. Bản nhạc phim gốc viết bởi bộ đôi âm nhạc Dürbeck & Dohmen được phát hành trực tuyến bởi MovieScore Media để trùng khớp với việc công chiếu bộ phim vào ngày 23 tháng 5 năm 2013. Nó đã khiến cho tổng doanh thu của một phòng vé lên đến 599,721 đô la Mỹ.

## Cốt truyện
Marc Borgman (Koffler) là một sĩ quan cảnh sát trẻ đang ở trong khóa huấn luyện cho các đơn vị kiểm soát bạo động. Anh đang gặp khó khăn ở học viện cảnh sát, phần nào bị tụt lại đằng sau so với các đồng nghiệp trong những buổi rèn luyện thể chất. Kiêu ngạo và tự phụ, Marc ban đầu không hòa thuận với người bạn cùng phòng ở học viện, Kay Engel (Riemelt). Họ có cuộc chạm trán trong một buổi huấn luyện, nhưng sau đó Marc xin lỗi vì hành vi hung hăng của mình và hai người trở thành bạn bè. Cả hai bắt đầu chạy bộ cùng nhau thường xuyên cho tới một lần khi Kay quan hệ tình dục với Marc. Do dự và bối rối, Marc ban đầu cự tuyệt anh ta và giữ khoảng cách, nhưng sau đó thừa nhận sức hấp dẫn của Kay và tiếp tục gặp gỡ thân mật nhau.
Cùng lúc đó, Bettina, bạn gái lâu năm của Marc đang mang thai và họ vừa mới cùng nhau chuyển đến một căn nhà mới gần cha mẹ anh. Mâu thuẫn phát sinh khi Bettina nghi ngờ hành vi của Marc: đi làm về muộn sau khi uống rượu và thường xuyên làm thêm giờ qua đêm. Cuộc sống hai mặt bắt đầu ảnh hưởng đến tâm lý của Marc, vì rõ ràng rằng hành động dựa trên cảm xúc với một người đàn ông khác có thể đưa cuộc sống cá nhân và nghề nghiệp của anh vào nguy hiểm. Kết cục, Bettina tìm hiểu ra mọi chuyện, cô và Marc chia tay, trong khi Kay cũng bỏ đến nơi khác.

## Diễn viên
- Hanno Koffler trong vai Marc Borgmann
- Max Riemelt trong vai Kay Engel
- Katharina Schüttler trong vai Bettina Bischoff
- Oliver Bröcker trong vai Frank Richter
- Stephanie Schönfeld trong vai Claudia Richter
- Britta Hammelstein trong vai Britt Rebmann
- Shenja Lacher trong vai Gregor Limpinski
- Maren Kroymann trong vai Inge Borgmann
- Louis Lamprecht trong vai Wolfgang Borgmann
- Vilmar Bieri trong vai Lothar Bischoff
- Attila Borlan trong vai Werner Brandt
- Horst Krebs trong vai Bernd Eiden
- Samuel Schnepf trong vai Benno Borgmann

## Nhạc phim
Free Fall: Original Soundtrack được sáng tác bởi Dürbeck & Dohmen, và được phát hành dưới dạng tải về bản kĩ thuật bởi MovieScore Media và AWAL vào ngày 21 tháng 5 năm 2013.

## Phần tiếp theo
Tháng 5 năm 2015, nam diễn viên Max Riemelt xác nhận đoàn làm phim có kế hoạch sản xuất tiếp phần hai, Free Fall 2. Cuối năm 2016, trang web chính thức, freefall2.com được khởi tạo để cập nhật tin tức mới nhất về phim. Đạo diễn Stephen Lacant cho biết phim sẽ được thực hiện dựa trên kinh phí từ gọi vốn cộng đồng. Chiến dịch gây quỹ đã bắt đầu từ tháng 3 năm 2017 trên trang indiegogo.